# Gurwann Tran Van Gie
Pour les articles homonymes, voir Tran (homonyme).

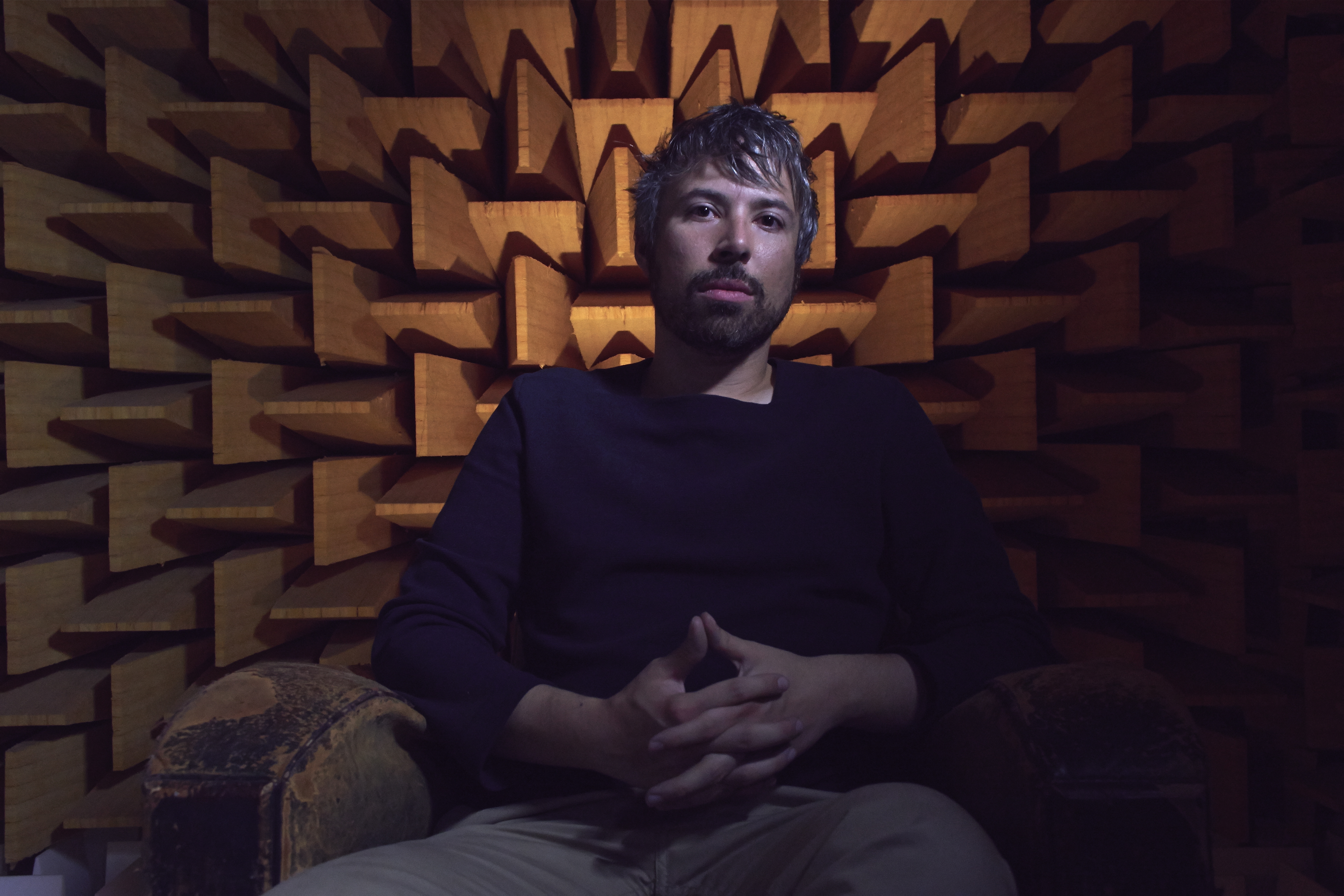
Gurwann Tran Van Gie - Tournage EXPÉRIENCE INTÈGRE

Gurwann Tran Van Gie est un artiste, comédien, hypnologue, scénariste et réalisateur français né le 5 juin 1978 à Longjumeau, Essonne. 

## Biographie
Avec Arthur Dreyfus, il est le cocréateur et le coréalisateur de la série Un film sans, diffusée sur TPS Star (40 épisodes). 
Le tandem est également auteur de sketches pour des humoristes, dont Anne Roumanoff.
Sur France 5, le duo réalise des chroniques culturelles pour La minute trente, dans l'émission Entrée libre présentée par Laurent Goumarre.
Depuis septembre 2011, il anime une chronique hebdomadaire d'humour, L'artiste qui gagne à ne pas être connu, sur France Inter dans l'émission Chantons sous la nuit d'Arthur Dreyfus.
En avril 2013, avec la chanteuse Barbara Carlotti il initie l'exposition N'habite plus à l'adresse indiquée au Centre d'arts plastiques contemporains Albert-Chanot de Clamart. L'exposition réunit dix-sept artistes sur la thématique de l'absence et du souvenir, parmi lesquels Bernard Faucon, Laurent Pernot, José Lévy  et Arthur Dreyfus.
Maître praticien certifié en hypnose ericksonienne, il réalise, dans le cadre cette exposition, le film De beaux souvenirs, qui présente une séance de régression sous hypnose.
L'été 2013, il retrouve Arthur Dreyfus du lundi au vendredi, dans le magazine culturel Je vous demande de sortir sur France Inter. Il compose et incarne la voix d'auditeurs fantasmés sur le répondeur de l'émission.  
De septembre 2013 à juin 2014, Le répondeur fantasmé s'installe du lundi au jeudi à 17h48 dans l'émission Encore heureux sur France inter. Il intervient également pour quelques apparitions poétiques dans les émissions Face B de Bertrand Burgalat, et Cosmic Fantaisie de Barbara Carlotti.
En février 2015, pour les 10 ans du festival Hors Pistes au Centre Pompidou, il présente le projet Expérience Intègre, un film suivi d'une performance d'hypnose collective avec le public,,.
Le film réunit quatre sujets (Blandine Rinkel, Kate Moran, Massimo Fusco, Alex June) interrogés sous hypnose sur leur intégrité, dans une chambre anéchoïque. Il est présenté au Pera Museum d'Istanbul en mars 2015 et à Hors Pistes Tokyo et Kyoto en juin 2015, au Reykjavik International film festival en septembre 2015, puis à Rosario en novembre 2015. 
En janvier 2016, pour Hors Pistes Productions au Centre Pompidou, il présente Expérience Septentrionale, le deuxième volet de son interrogation filmique hypnotique. Tourné en Islande avec l'écrivain Thomas Clerc et l'artiste Ásdís Sif Gunnarsdóttir, le film est le témoin de l'impact des éléments islandais sur la psyché et le processus de création, et présente un voyage méditatif et sensoriel dans la mécanique des corps. Le film est également présenté au Riff en octobre 2016.  
En 2017, il réalise et incarne le documentaire Pourquoi nous détestent-ils, nous les homos ?  (70 minutes)   
Produit par Caméra Subjective et Canal +, la série documentaire Pourquoi nous détestent-ils ? est sortie et en salles, et le film a également été diffusé sur Planète +, RTBF et la plateforme Mycanal.   
Dans le documentaire il évoque, au travers de son parcours, l'homophobie en France et le travail de celles et ceux qui luttent contre cette discrimination au quotidien.  
Parmi les séquences notables du film, l'entretien avec Hassan Jarfi auteur et professeur de religion islamique, dont le fils Ihsane Jarfi a été assassiné, victime de la barbarie homophobe,   
la rencontre avec le sociologue Éric Fassin, ainsi qu'un entretien avec Marlène Schiappa secrétaire d'Etat chargée de l'égalité entre les hommes et les femmes et de la lutte contre les discriminations.    
Le film, salué par la critique, Télérama, Têtu, les inrocks, L'Express, est nommé pour les Out d'or 2018.  
En 2018, il est invité par Arthur Nauzyciel pour une Carte blanche au Théâtre national de Bretagne dans le cadre du festival du TNB de Rennes. Il conçoit Tempête Solaire au musée de la danse. Dans ce show intimiste, il confie la scénographie lumineuse à l'artiste Caty Olive et transpose son art et sa science sur scène, offrant une expérience d'hypnose collective de 75 minutes, sa voix guidant le spectateur dans un voyage inconscient mis en musique live par ses amis du groupe Catastrophe. Reposant principalement sur la synchronisation avec l'énergie apportée par le public, chacune des 3 représentations revêt le caractère d'aventure humaine unique.   